# فيليب إيجرتون
فيليب إيجرتون (بالإنجليزية: Sir Philip Grey Egerton, 10th Baronet )‏ (و. 1806 – 1881 م) هو إحاثي، وسياسي، من المملكة المتحدة لبريطانيا العظمى وإيرلندا، كان عضوًا في حزب المحافظينكان عضوًا في الجمعية الملكية، توفي عن عمر يناهز 75 عاماً.

## مناصب
تولى منصب عضو البرلمان في المملكة المتحدة ‏.

## التعليم
تعلم في كنيسة المسيح، أكسفورد، وكلية إيتون.

## جوائز
حصل على جوائز منها:
- ميدالية ولاستون (1873)
- زميل في الجمعية الملكية.